# Ya (journal)
Pour les articles homonymes, voir Ya.
Ya est un quotidien espagnol, édité à Madrid entre 1935 et 1996. Fondé par Editorial Católica (es) durant la Seconde République, de tendance conservatrice, il est l'un des journaux les plus populaires et influents sous le régime franquiste. En 1975, à la mort de Franco, c'est le journal le plus vendu à Madrid, avec 177 000 exemplaires par jour.
Cependant, la transition démocratique espagnole entraîne une perte progressive de lecteurs et de publicité pour le journal, qui entre dans une longue période de crise. Les changements de propriété, de gestion et de ligne éditoriale ne suffisent pas à augmenter son lectorat. Le 14 juin 1996, le journal publie son dernier numéro, après être passé entre les mains de la chaîne de télévision Antena 3, de l'éditeur mexicain Ediciones del Sur et du quotidien Diario de Ávila (es).
Depuis 2008, son titre est utilisé par le journal en ligne DiarioYa.es, à partir duquel est créée Radio Ya.